# University of Guelph
University of Guelph – kanadyjski uniwersytet publiczny w mieście Guelph, w prowincji Ontario.
Powstał w 1964 r., w wyniku połączenia kilku instytucji edukacyjnych niższej rangi, w tym Ontario Agricultural College, działającego od 1873 r.
Zatrudnia ponad półtora tysiąca pracowników naukowo-dydaktycznych i kształci około 28 tysięcy studentów.